# Türkendenkmal (Wien)

Das Türkendenkmal (vor 1908)

Das so genannte Türkendenkmal, auch Türkenbefreiungsdenkmal genannt, wurde 1894 im Wiener Stephansdom in Erinnerung an die zweihundert Jahre zuvor abgewehrte Zweite Wiener Türkenbelagerung (1683) enthüllt. Es wurde nach den Entwürfen von Edmund Hellmer angefertigt.

## Beschreibung und Geschichte

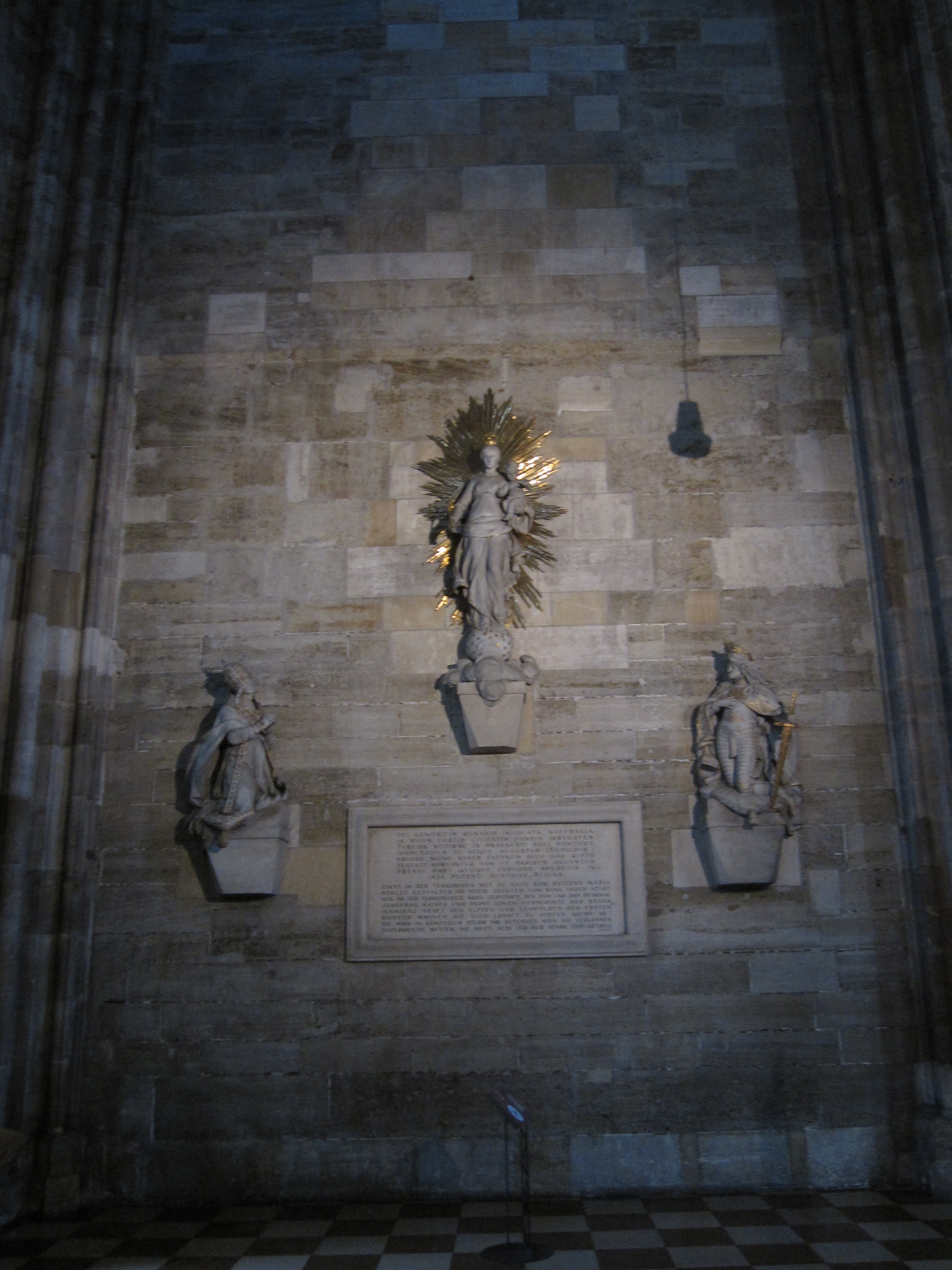
Reste des Türkendenkmals (2009)

Das Denkmal wurde unter dem Südturm auf der Westseite in der Nähe vom Primtor aufgestellt. Es war aus Adneter Marmor hergestellt. Die einzelnen Teile waren aus dem Lienbach- und Rot-Scheck-Marmor aus den Steinbrüchen von Adnet angefertigt. Im Historismus mit barocken Stilelementen errichtet, glich es einem Altar der einen Triumphbogen enthielt. Über eine Predella standen vier korinthische Säulen die einen Bogen einrahmten. Im Bogen stand eine von Soldaten umgebene Reiterstatue und über deren Häuptern war ein Siegesengel angebracht. Über dem Bogen waren weitere Generäle dargestellt, über ihnen der Papst und der Kaiser, die auf die Statue der Muttergottes blickten, die das Denkmal krönte. In großen Lettern war Gloria Victoribus in das Gesims des Bogens eingemeißelt.
Das Denkmal wurde im Jahre 1945 beim Brand des Stephansdoms durch das Herabstürzen der alten Pummerin (Schlacht um Wien) zerstört. Nach dem Krieg wurden die Statuen der Muttergottes, des Papstes und des Kaisers restauriert und im Dom wieder am ursprünglichen Platz aufgestellt. Einige zerstörte Figuren des Denkmals sind noch im Lapidarium in der Unterkirche zu sehen. Unter der mittleren Statue wurde eine neue Gedenktafel mit Text von Paula Preradović, der Verfasserin der österreichischen Bundeshymne, angebracht. Die lateinische Übertragung wurde von Koadjutor Franz Jachym verfasst.
Die Inschrift lautet:

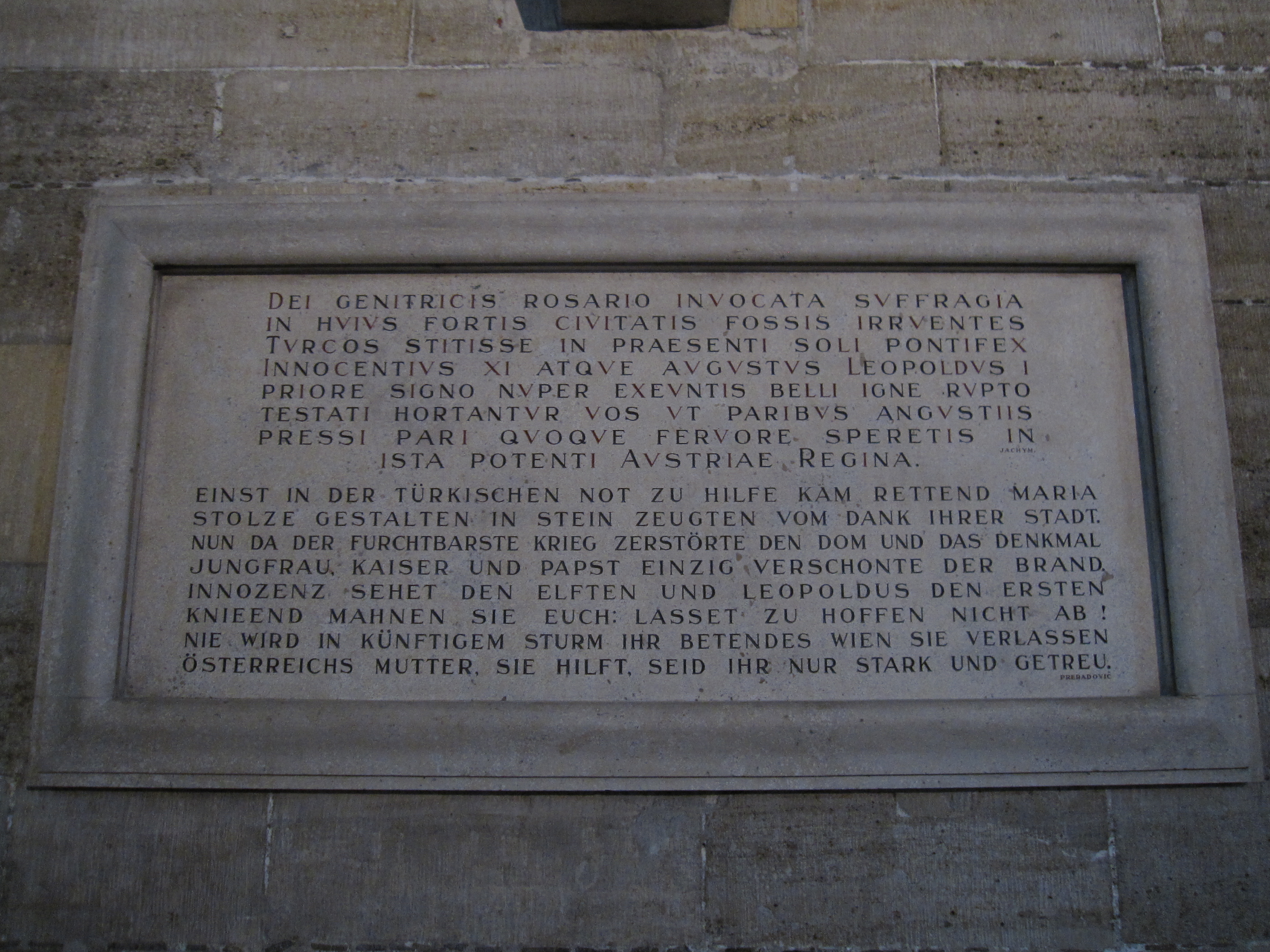
Detail: Tafel mit Inschrift

„Einst in der türkischen Not zu Hilfe kam rettend Maria. Stolze Gestalten in Stein zeugten vom Dank ihrer Stadt. Nun da der furchtbarste Krieg zerstörte den Dom und das Denkmal Jungfrau, Kaiser und Papst einzig verschonte der Brand. Innozenz sehet den Elften und Leopoldus den Ersten, knieend mahnen sie euch: lasset zu hoffen nicht ab! Nie wird in künftigem Sturm ihr betendes Wien sie verlassen. Österreichs Mutter, sie hilft, seid ihr nur stark und getreu.“

„DEI GENITRICIS ROSARIO INVOCATA SVFFRAGIA IN HVIVS FORTIS CIVITATIS FOSSIS IRRVENTES TVRCOS STITISSE IN PRAESENTI SOLI PONTIFEX INNOCENTIVS XI ATQVE AVGVSTVS LEOPOLDVS I PRIORE SIGNO NVPER EXEVNTIS BELLI IGNE RVPTO TESTATI HORTANTVR VOS VT PARIBVS ANGVSTIIS PRESSI PARI QVOQVE FERVORE SPERETIS IN ISTA POTENTI AVSTRIAE REGINA.“